# 18 Дельфина
18 Дельфина, Музыка (лат. 18 Delphini) — звезда, которая находится в созвездии Дельфин на расстоянии около 238 световых лет от нас. Вокруг звезды обращается, как минимум, одна планета.

## Характеристики
18 Дельфина относится к классу жёлтых гигантов. Она значительно превосходит Солнце по размерам и светимости — 8,5 и 40 солнечных соответственно. Её масса эквивалентна 2,3 массы Солнца. Звезду можно наблюдать невооружённым глазом, её видимая звёздная величина равна +5,51.
В 2015 году Международным астрономическим союзом звезде было присвоено собственное имя «Музыка» («Musica»), а планете, обращающейся вокруг неё — «Арион» (в честь древнегреческого поэта VII — VI в.в. до н. э.).

## Планетная система
В 2008 году командой японских астрономов из астрофизической обсерватории Окаяма, было объявлено об открытии планеты 18 Дельфина b в системе. Это массивный газовый гигант или даже лёгкий коричневый карлик: её масса составляет более 10 масс Юпитера. Планета обращается почти по круговой орбите на расстоянии около 2,6 а. е. от родительской звезды. Открытие было совершено методом Доплера.